# Joan Leslie Woodruff
Joan Leslie Woodruff (1953) és una escriptora nord-americana d'ascendència cherokee-shawnee, i resident a Mountainair (Nou Mèxic). Va obtenir un màster en pedagogia per la California State University de San Bernardino el 1983. Va treballar com a terapeuta laboral i com cap de serveis de teràpia laboral a diferents hospitals. Al capítol literari, va debutar el 1990 amb el recull Traditional stories and foods: an American indian remembers.
Obres destacades
- Neighbors (1993)
- The Shiloh renewal (1998)
- Ghost in the rainbow (2002)[3]